# Kamaz

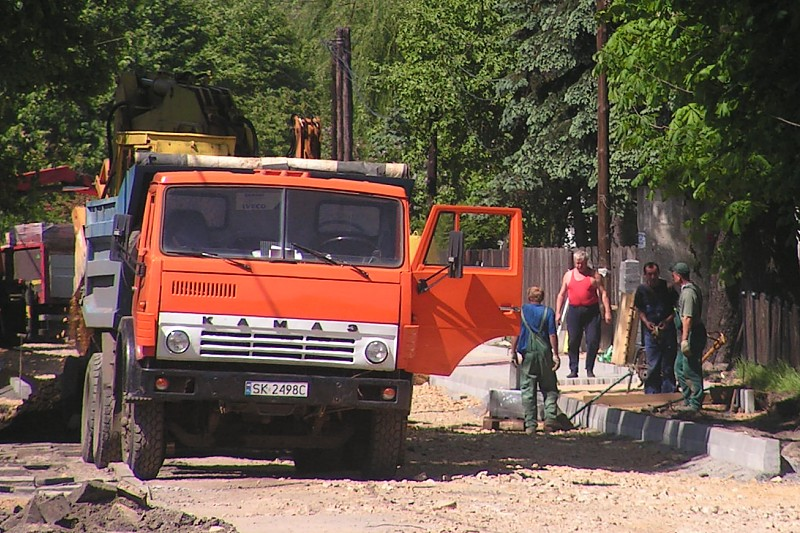
KamAZ 5511 aan het werk

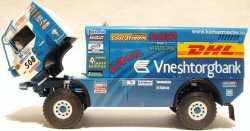
Model van een KamAZ 4911, de winnaar van de Dakar-rally 2006. Model gemaakt door Eligor.

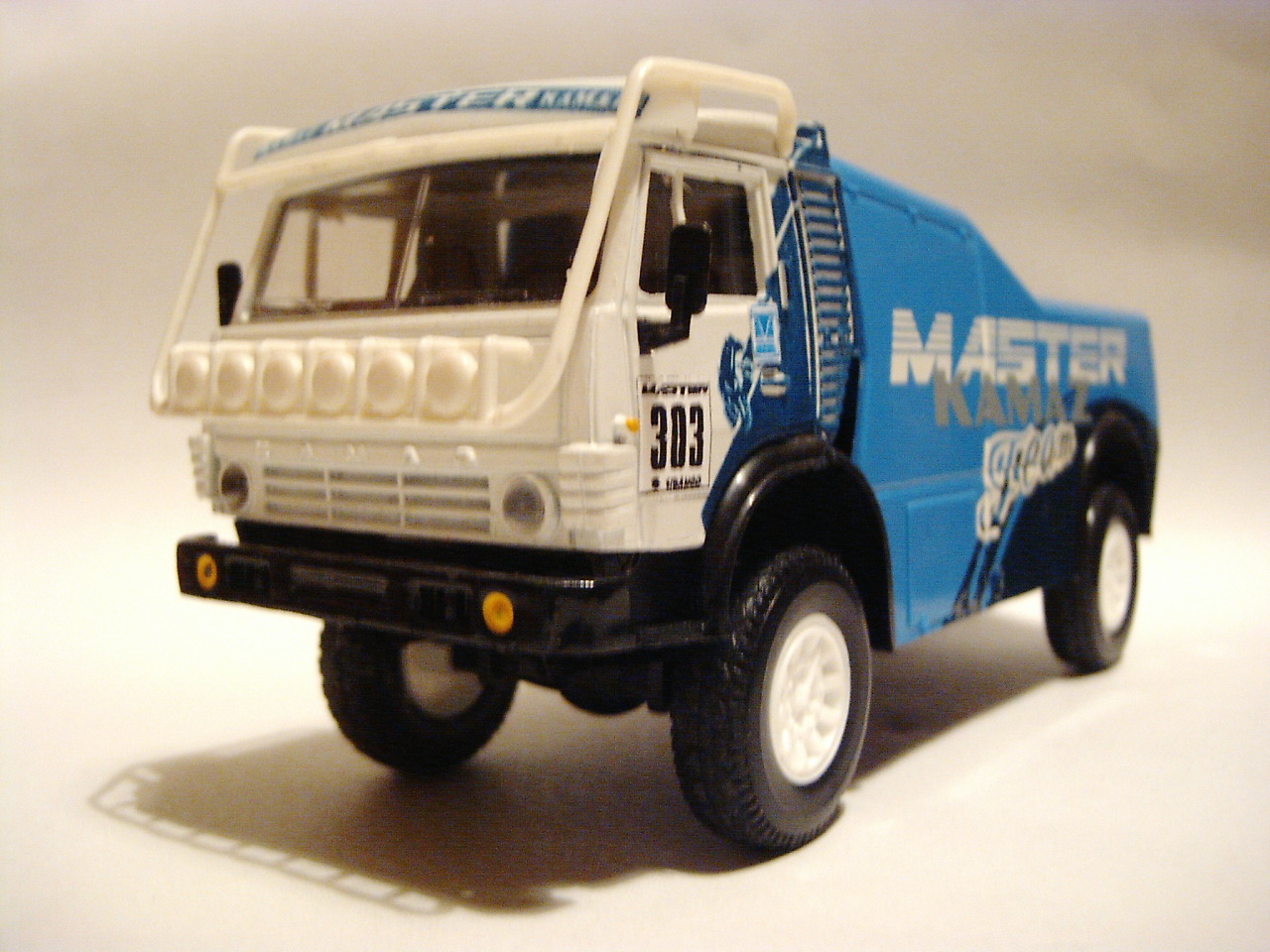
Model van een KamAZ 49252, de winnaar van de Dakar-rally 2000. Model gemaakt door Elekon.

KamAZ (Russisch: Камаз), voluit Kamski Avtomobilny Zavod (Камский автомобильный завод; "Kaamse automobielfabriek") is een Russische vrachtwagenfabrikant. De fabriek dankt zijn naam aan de rivier de Kama. Het maakt onderdeel uit van het staatsbedrijf Rostec.

## Activiteiten
KamAZ is de grootste vrachtwagenproducent van Rusland. Het is vooral gericht op de productie van zware vrachtwagens met een hoog laadvermogen. Het is een geïntegreerd bedrijf en is actief in de hele keten van ontwikkeling, productie van componenten, montage en verkoop. Het bedrijf heeft zo'n 36.000 mensen in dienst. De productiecapaciteit ligt rond de 70.000 voertuigen per jaar.
In 2017 werden 38.000 voertuigen verkocht, waarvan 33.000 in Rusland. Het had hiermee 45% van de Russische markt voor zware vrachtwagens in handen. De verkopen in het buitenland was zo'n 5000 exemplaren. Ze werden in meer dan 40 landen verkocht, maar Kazachstan is veruit de belangrijkste internationale afzetmarkt. Cuba is de tweede afzetmarkt buiten Rusland.

## Geschiedenis
In de Sovjet-Unie werd onderkend dat de voorhanden zijnde fabrieken de behoefte aan vrachtwagens van het reusachtige land nooit zouden kunnen dekken. Daarom besloot het Centraal Comité van de Communistische Partij van de Sovjet-Unie in 1969 om vrachtwagens in Naberezjnye Tsjelny in Tatarstan te gaan produceren. Eind 1969 begon de bouw van een van de grootste vrachtwagenfabrieken ter wereld. De fabriek werd ingericht op een jaarlijkse productie van 150.000 vrachtwagens en 250.000 dieselmotoren. De machines en installaties kwamen voor het grootste deel uit Westerse landen, voor de vrachtwagen zelf koos men voor eigen ontwikkelingen omdat buitenlandse licenties niet voldeden aan de specifieke eisen voor het gebruik in de Sovjet-Unie.
De eerste KamAZ-vrachtwagen verliet de fabriek in februari 1976, al gauw begon ook de export naar Comeconlanden. De eerste generatie vrachtwagens (8 ton laadvermogen) omvatte onder meer de trekker KamAZ 5410 en de vrachtwagen met laadbak KamAZ5320. Vanaf 1979 stond met de kiepwagen KamAZ 5511 de eerste 10-tonner van de tweede generatie ter beschikking, gevolgd door de trekker KamAZ 54112 en de laadbakversie KamAZ 53212.
In dezelfde fabriek werd van 1988 tot 2005 de kleine personenauto Oka gebouwd. Na het uiteenvallen van de Sovjet-Unie werd het bedrijf geprivatiseerd. Tot 2005 had KamAZ een groot aandeel in de Oka maar dat werd verkocht aan de Severstal-groep.
In december 2008 nam Daimler een aandelenbelang van 10% in KamAZ en betaalde hiervoor circa 250 miljoen dollar. Staatsbedrijf Rostekhnologii blijft een belangrijke aandeelhouder met een belang van 34% in KamAZ. Afgesproken is dat Daimler KamAZ gaat helpen met nieuwe technologie en zij kan ook gebruikmaken van de productiefaciliteiten en het dealernetwerk van KamAZ. Hiermee krijgt de Duitse vrachtwagenfabrikant toegang tot de Russische markt. In 2012 werd de samenwerking uitgebreid met een contract voor dieselmotoren en assen. Afgesproken is dat de fabrieken van Mercedes-Benz zo’n 7.000 motoren en 15.000 voor- en achterassen gaat leveren voor KamAZ-vrachtwagens en autobussen. Naar aanleiding van de Russische invasie van Oekraïne sinds 2022 verkocht Mercedes begin 2024 het aandeel in KamAZ.

## Dakar
Kamaz won de Dakar-rally achttien keer. Daarmee is het een van de meest succesvolle truckfabrikanten in de Dakar-rally. Naast Dakar doet het ook aan andere woestijnrally's mee.